# Shakiso
Shakiso est une ville d'Éthiopie, située dans la zone Guji de la région Oromia. Elle a 22 930 habitants en 2007.
Shakiso se situe à environ 1 750 m d'altitude, une vingtaine de kilomètres au sud-ouest de Kibre Menguist, et à quelques kilomètres de la mine d'or de Lega Dembi (en).
Elle est desservie par un aéroport, l'aéroport de Shakiso (en), identifié par le code OACI HASK et le code IATA SKR[réf. souhaitée].
D'après le recensement national réalisé par l'Agence centrale de la statistique d'Éthiopie, Shakiso compte 22 930 habitants en 2007 et c'est la principale ville du woreda Odo Shakiso.